# Franchise videoludici più redditizi
Questa è una lista di franchise videoludici più redditizi che hanno fatturato almeno un miliardo di dollari statunitensi.

## Lista
| Franchise                       | Anno di inizio | Incassi globali                                       | Analisi delle entrate | Proprietario                                           | Piattaforma originaria        |
| ------------------------------- | -------------- | ----------------------------------------------------- | --- | ------------------------------------------------------ | ----------------------------- |
| Pokémon                         | 1996           | st. $90 miliardi (al 2019)                            | - vendite in Giappone – 4.513 miliardi $ - vendite oltreoceano – 9.265 miliardi $ - giochi per mobile – 3.36 miliardi $ | Nintendo The Pokémon Company                           | Game Boy                      |
| Mario                           | 1981           | st. $30.25 miliardi (al 2018)                         | - Super Mario – 15.898 miliardi $ - Donkey Kong – 6.366 miliardi $ - Mario Kart – 5.544 miliardi $ - Altri giochi di Mario – 2.442 miliardi $ | Nintendo                                               | Arcade                        |
| Call of Duty                    | 2003           | st. $17 miliardi (al 2018)                            | - 2003–2016 – 15 miliardi $ - WWII (2017) – 1 miliardo $ - Black Ops 4 (2018) – 1 miliardo $ | Activision                                             | PC                            |
| Pac-Man                         | 1980           | st. $14.107 miliardi (al 2016)                        | - Pac-Man – 12.81 miliardi $ - Ms. Pac-Man – 1.2 miliardi $ - Altri giochi (US) – 97 milioni $ | Bandai Namco Entertainment                             | Arcade                        |
| Space Invaders                  | 1978           | $13.93 miliardi (al 2016)                             | - Space Invaders – 13.93 miliardi $ | Taito Square Enix                                      | Arcade                        |
| Wii                             | 2006           | st. $12.33 miliardi (al 2016)                         | - Wii Sports – 6.08 miliardi $ - Wii Fit – 5 miliardi $ - Wii Play – 1.25 miliardi $ | Nintendo                                               | Wii                           |
| Dungeon Fighter Online          | 2005           | st. $11.8 miliardi (al 2018)                          | - 2005–2017 – 10.3 miliardi $ - 2018 – 1.5 miliardi $ | Neople Nexon                                           | PC                            |
| Street Fighter                  | 1987           | st. $11.279 miliardi (al 2018)                        | - Street Fighter II – 10.61 miliardi $ - Street Fighter IV – 480 milioni $ - Altri giochi – 189 milioni $ | Capcom                                                 | Arcade                        |
| Final Fantasy                   | 1987           | st. $10.656 miliardi (al 2018)                        | - Serie principale – 9.31 miliardi $ - Spin-off – 1.346 miliardi $ | Square Enix                                            | Nintendo Entertainment System |
| Warcraft                        | 1994           | st. $10.627 miliardi (al 2018)                        | - Trilogia originale – 236 milioni $ - World of Warcraft – 9.391 miliardi $ - Hearthstone – 1 miliardo $ | Blizzard Entertainment                                 | PC                            |
| CrossFire                       | 2007           | st. $10.6 miliardi (al 2018)                          | - 2007–2015 – $6.8miliardi - 2016–2017 – 2.5 miliardi $ - 2018 – 1.3 miliardi $ | Smilegate Tencent                                      | PC                            |
| FIFA                            | 1993           | st. $10.189 miliardi (al 2018)                        | - 1993–2013 – 6 miliardi $ - 2014–2017 – 2.917 miliardi $ - 2018 – 1.272 miliardi $ | Electronic Arts                                        | Sega Mega Drive               |
| Grand Theft Auto                | 1997           | st. $9.391 miliardi (al 2018)                         | - 1997–2009 – 3.368 miliardi $ - 2012–2018 – 6.023 miliardi $ | Rockstar Games                                         | PC                            |
| Lineage                         | 1998           | st. $9.119 miliardi (al 2018)                         | - Giochi per PC – 6.431 miliardi $ - Giochi mobile – 2.688 miliardi $ | NCsoft                                                 | PC / Mac                      |
| League of Legends               | 2009           | st. $8.398 miliardi (al 2018)                         | - Fino 2016 – 4.898 miliardi $ - 2017 – 2.1 miliardi $ - 2018 – 1.4 miliardi $ | Riot Games (Tencent)                                   | PC / Mac                      |
| Monster Strike                  | 2013           | st. $7.236 miliardi (al 2018)                         | - Gioco mobile – 7.2 miliardi $ - Nintendo 3DS – 36 milioni $ | Mixi                                                   | Mobile                        |
| Puzzle & Dragons                | 2012           | st. $7.083 miliardi (al 2018)                         | - Gioco mobile – 7 miliardi $ - Giochi per Nintendo 3DS – 83 milioni $ | GungHo Online Entertainment                            | Mobile                        |
| Westward Journey                | 2001           | st. $6.524 miliardi (al 2018)                         | - PC – 3.995 miliardi $ - Mobile – 2.529 miliardi $ | NetEase                                                | PC                            |
| Digimon                         | 1997           | st. $6.358 miliardi (al 2017) (Include tutti i media) | - Giochi per console (Giappone) – 90.5 milioni $ - Pet digitali – 424.1 milioni $ - Altri media – 5.844 miliardi $ - Vendite del Merchandise – 5.39 miliardi $ - Vendite fumetti e manga – 252 milioni $ - Film e anime – 143 milioni $ - Vendite DVD e Blu-ray – 59.1 milioni $ | Bandai Namco Entertainment                             | Pet digitali                  |
| Honor of Kings / Arena of Valor | 2015           | st. $6.388 miliardi (al 2018)                         | - 2016 – 1.61 miliardi $ | Tencent Games                                          | Mobile                        |
| Honor of Kings / Arena of Valor | 2015           | st. $6.388 miliardi (al 2018)                         | - 2016 – 1.61 miliardi $ - 2017 – 2.778 miliardi $ - 2018 – 2 miliardi $ | Tencent Games                                          | Mobile                        |
| Sonic the Hedgehog              | 1991           | st. $6.228 miliardi (al 2018)                         | - Sonic the Hedgehog – 5.093 miliardi $ - Mario & Sonic – 1.135 miliardi $ | SEGA                                                   | Sega Mega Drive               |
| Dragon Quest                    | 1986           | st. $6.015 miliardi (al 2018)                         | - Giappone – 5.097 miliardi $ - Mobile (2017–2018) – 487.3 milioni $ - Versioni arcade – 430.4 milioni $ | Square Enix                                            | Nintendo Entertainment System |
| Clash of Clans                  | 2012           | st. $6 miliardi (al 2018)                             | | Supercell                                              | Mobile                        |
| Pro Evolution Soccer            | 1995           | st. $5.648 miliardi (al 2018)                         | - Giappone (2001–2014) – 1.175 miliardi $ - Vendite su altre console – 4.299 miliardi $ - Mobile (2018) – Template:To USD (Giappone) | Konami                                                 | PlayStation                   |
| Videogiochi di Dragon Ball      | 1986           | st. $5.274 miliardi (al 2018)                         | - Videogiochi di Dragon Ball – 5.057 miliardi $ - Shōnen Jump – 217.3 milioni $ | Bandai Namco Entertainment                             | Super Cassette Vision         |
| Halo                            | 2001           | $5 miliardi (al 2015) (Incluse le vendite hardware)   | - Prodotti di consumo: $1.5+ miliardi | Microsoft                                              | Xbox                          |
| Candy Crush Saga                | 2012           | st. $4.964 miliardi (al 2018)                         | - Candy Crush Saga – 3.91 miliardi $ - Soda Saga – 961 milioni $ - Altri giochi – 93 milioni $ | King                                                   | Browser                       |
| Videogiochi di Star Wars        | 1982           | st. $4.944 miliardi (al 2018)                         | - 1982–2015 – 4 miliardi $ - Battlefront II (2017) – 540 milioni $ - Galaxy of Heroes – 404 milioni $ | The Walt Disney Company                                | Atari 2600                    |
| Assassin's Creed                | 2007           | st. $4.091 miliardi (al 2016)                         | - 2007–2016 – 4 miliardi $ - 2017 – 91 milioni $ | Ubisoft                                                | PlayStation 3 / Xbox 360      |
| Madden NFL                      | 1988           | $4 miliardi (al 2013)                                 | | Electronic Arts                                        | Apple II                      |
| Need for Speed                  | 1994           | $4 miliardi (al 2014)                                 | | Electronic Arts                                        | 3DO Interactive Multiplayer   |
| Gran Turismo                    | 1997           | $4 miliardi (al 2017)                                 | | Sony Interactive Entertainment                         | PlayStation                   |
| Skylanders                      | 2011           | $3.5 miliardi (al 2017)                               | | Activision                                             | Wii                           |
| Fate                            | 2004           | st. $3.486 miliardi (al 2018)                         | - Fate/Grand Order – 3.4 miliardi $ - Altri giochi Fate – 86.3 milioni $ | Type-Moon Sony Music Entertainment Japan               | PC                            |
| Resident Evil                   | 1996           | st. $3.311 miliardi (al 2018)                         | - 1996–2011 – 2.474 miliardi $ - 2012–2018 – 836.5 milioni $ | Capcom                                                 | PlayStation                   |
| The Legend of Zelda             | 1986           | st. $3.253 miliardi (al 2018)                         | - Zelda I & II (NES) – 501.5 milioni $ - Giappone (1990–2018) – 788 milioni $ - Resto del mondo (1991–2018) – 1.963 miliardi $ | Nintendo                                               | Famicom Disk System           |
| Super Smash Bros.               | 1999           | st. $3.044 miliardi (al 2018)                         | - Giochi console – 2.97 miliardi $ - Amiibo – 74.04 milioni $ | Nintendo                                               | Nintendo 64                   |
| MapleStory                      | 2003           | st. $3.004 miliardi (al 2018)                         | - PC – 2.981 miliardi $ - Mobile – 23.3 milioni $ | Wizet Nexon                                            | PC                            |
| Battlefield                     | 2002           | st. $2.74 miliardi (al 2017)                          | - Battlefield 3 – 1.1 miliardi $ - Battlefield 4 – 499.9 milioni $ - Battlefield 1 – 1.14 miliardi $ | Electronic Arts                                        | PC                            |
| Monster Hunter                  | 2004           | st. $2.539 miliardi (al 2018)                         | - Giappone (2004–2017) – 1.736 miliardi $ - Resto del mondo (2016–2017) – 60.5 milioni $ - Monster Hunter: World (2018) – 742.2 milioni $ | Capcom                                                 | PlayStation 2                 |
| Metal Gear                      | 1987           | st. $2.513 miliardi (al 2016)                         | - Giappone (1998–2016) – 512 milioni $ - Resto del mondo (1987–2015) – 1.408 miliardi $ - Altre vendite – 593.1 milioni $ | Konami                                                 | MSX2                          |
| The Sims                        | 2000           | $2.5 miliardi (al 2010)                               | - 2000–2007 – 1.2 miliardi $ | Electronic Arts                                        | PC                            |
| Fortnite                        | 2017           | st. $2.489 miliardi (al 2018)                         | - 2017 – 89 milioni $ - 2018 – 2.4 miliardi $ | Epic Games (Tencent)                                   | PlayStation 4 / Xbox One / PC |
| Minecraft                       | 2011           | st. $2.211 miliardi (al 2018)                         | - Versione per PC – 755 milioni $ - Altre versioni – 1.456 miliardi $ | Mojang                                                 | PC / Mac                      |
| Tomb Raider                     | 1996           | $2.08 miliardi (al 2017)                              | - 1996–2012 – 1 miliardo $ - 2013–2017 – 1.08 miliardi $ | Square Enix                                            | Sega Saturn                   |
| PlayerUnknown's Battlegrounds   | 2017           | st. $2.028 miliardi (al 2018)                         | - 2017 – 900 milioni $ - 2018 (premium) – 1.028 miliardi $ - PUBG Mobile (2018) – 100 milioni $ | Bluehole Tencent                                       | PC                            |
| Clash Royale                    | 2016           | st. $2 miliardi (al 2018)                             | | Supercell                                              | Mobile                        |
| Guitar Hero                     | 2005           | $2 miliardi (al 2010)                                 | | Activision                                             | PlayStation 2                 |
| Videogiochi Lego                | 1995           | $2 miliardi (al 2014)                                 | | The Lego Group                                         | Sega Pico                     |
| Mortal Kombat                   | 1992           | st. $1.878 miliardi (al 2006)                         | - Versioni arcade – 1.17 miliardi $ - Versioni console – 708 milioni $ | Warner Bros. Interactive Entertainment                 | Arcade                        |
| Onimusha                        | 2001           | st. $1.798 miliardi (al 2016)                         | - Giochi PS2 – 246 milioni $ - Arcade/Pachinko – 1.552 miliardi $ | Capcom                                                 | PlayStation 2                 |
| Videogiochi di Spider-man       | 1982           | st. $1.65 miliardi (al 2018)                          | - 1982–2003 – 1 miliardo $ - Spider-Man 2 (2004) – 110 milioni $ - Spider-Man (2018) – 540 milioni $ | Sony Interactive Entertainment                         | Atari 2600                    |
| Tetris                          | 1984           | st. $1.631 miliardi (al 2011)                         | - Game Boy – 753 milioni $ - Mobile – 532 milioni $ - NES – 346 milioni $ | The Tetris Company Blue Planet Software                | Electronika 60                |
| Videogiochi su One Piece        | 2000           | st. $1.627 miliardi (al 2018)                         | - Videogiochi su One Piece – 1.508 miliardi $ - Giochi di Shōnen Jump – 119.3 milioni $ | Bandai Namco Entertainment                             | WonderSwan                    |
| Videogiochi su Harry Potter     | 2001           | st. $1.555 miliardi (al 2018)                         | - 2001–2014 – 1.5 miliardi $ - Hogwarts Mystery (2018) – 55 milioni $ | Electronic Arts Warner Bros. Interactive Entertainment | Game Boy / PlayStation / PC   |
| The Elder Scrolls               | 1994           | st. $1.39 miliardi (al 2015)                          | - Skyrim – 1.39 miliardi $ | Bethesda Softworks                                     | PC                            |
| Videogiochi di Tom Clancy       | 1987           | st. $1.2 miliardi (al 2018)                           | - The Division – 1.2 miliardi $ | Ubisoft                                                | Commodore / Atari ST / PC     |
| Videogiochi di Gundam           | 1983           | st. $1.152 miliardi (al 2018)                         | - 2000–2007 (Giappone) – 691 milioni $ - 2008–2014 (Giappone) – 436 milioni $ - Mobile (2018) – Template:To USD | Bandai Namco Entertainment                             | FM-7 / Handheld / PC          |
| The Idolmaster                  | 2005           | st. $1.115 miliardi (al 2018) (including all media)   | - Videogiochi mobile – 588 milioni $ - Videogiochi Console – 65 milioni $ - Altre versioni – 462 milioni $ | Bandai Namco Entertainment                             | Arcade                        |
| Diablo                          | 1996           | $1 miliardi (al 2017)                                 | | Blizzard Entertainment                                 | PC                            |
| StarCraft                       | 1998           | $1 miliardi (al 2017)                                 | | Blizzard Entertainment                                 | PC                            |
| Red Dead                        | 2004           | $1 miliardi (al 2018)                                 | | Rockstar Games                                         | PlayStation 2 / Xbox          |
| Forza                           | 2005           | $1 miliardi (al 2017)                                 | | Microsoft Studios                                      | Xbox                          |
| Gears of War                    | 2006           | $1 miliardi (al 2011)                                 | | Microsoft Studios                                      | Xbox 360                      |
| Bubble Witch                    | 2011           | $1 miliardi (al 2017)                                 | | King                                                   | Browser / Facebook            |
| Pet Rescue                      | 2012           | $1 miliardi (al 2017)                                 | | King                                                   | Facebook                      |
| Farm Heroes                     | 2013           | $1 miliardi (al 2017)                                 | | King                                                   | Mobile                        |
| Destiny                         | 2014           | $1 miliardi (al 2017)                                 | | Activision                                             | PlayStation / Xbox            |
| Heroes of the Storm             | 2015           | $1 miliardi (al 2017)                                 | | Blizzard Entertainment                                 | PC / Mac                      |
| Overwatch                       | 2016           | $1 miliardi (al 2017)                                 | | Blizzard Entertainment                                 | PlayStation 4 / Xbox One / PC |